# Semiquadratsäure
Semiquadratsäure, auch Moniliformin genannt, ist, wie die verwandte Quadratsäure, ein Abkömmling des Cyclobutens.

## Vorkommen
Moniliformin ist ein Sekundärmetabolit aus Fusarium moniliforme (Gibberella fujikuroi), Fusarium fusarioides und Fusarium sporotrichioides (Obst- und Maisschimmelarten). In der Natur kommt es als Kalium- oder Natriumsalz vor.

## Chemische Eigenschaften
Die Semiquadratsäure ist die stärkste in der Natur vorkommende organische Säure (pKs = 0,88), die nur aus Kohlenstoff, Wasserstoff und Sauerstoff besteht.

## Physiologische Wirkung
Moniliformin ist ein Mykotoxin und zeigt gegenüber Pflanzen toxische und wachstumsregulierende Eigenschaften. Die Wirkung beruht auf einer Störung der Pyruvat- und α-Ketoglutaratoxidation des Citratzyklus in den Mitochondrien.
Eine umfangreiche Zusammenstellung zum Vorkommen und zu den toxischen Wirkungen von Moniliformin wurde im Auftrag der Europäischen Lebensmittelbehörde EFSA erstellt.